# Austin A30

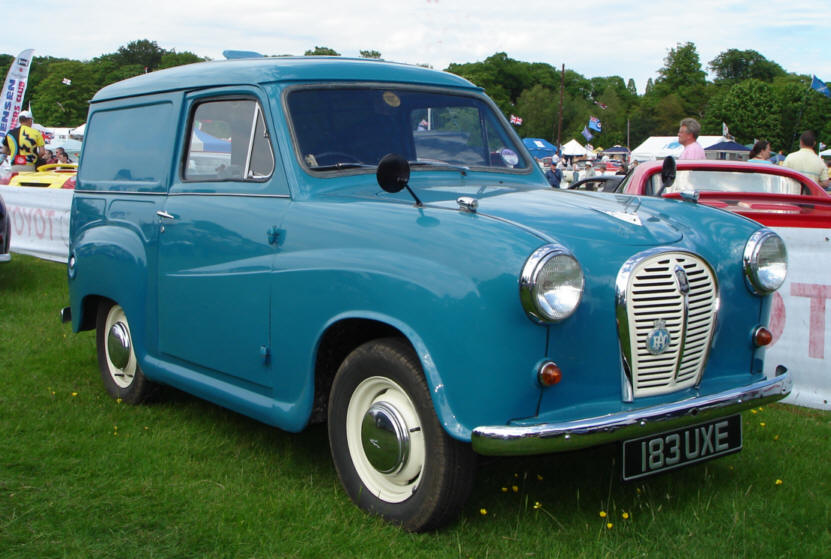
Austin A35 Van

För andra betydelser av A30, se A30 (olika betydelser)
Austin A30 är en personbil, tillverkad av den brittiska biltillverkaren Austin mellan 1951 och 1956, den uppdaterade Austin A35 fortsatte sedan tillverkas till 1962. Skåpversionen tillverkades fram till 1968.

## Austin A30
Austin presenterade sin nya småbil hösten 1951. Bilen marknadsfördes som ”den nya Austin Seven”. A30 var Austins första modell med självbärande kaross. Leveranser till kund av fyradörrarsmodellen startade i maj 1952. Hösten 1953 tillkom en tvådörrarsmodell och ett år senare kombimodellen Countryman, tillsammans med den lätta lastbilen Van.
Tillverkningen av alla A30-varianter uppgick till 222 823 exemplar.

## Austin A35
1956 ersattes A30 av den förbättrade A35. Bilen hade fått en större motor och en uppdaterad växellåda, vilket ledde till bättre prestanda och lägre ljudnivå. På utsidan märktes en ny kylargrill och en större bakruta.
Austin kompletterade samtidigt programmet med en liten pickup. Den ytterst begränsade lastkapaciteten gjorde att man bara lyckades sälja 497 exemplar under ett år, varefter modellen försvann.
Sedanversionen ersattes hösten 1958 av A40 Farina. Kombin Countryman fortsatte att tillverkas fram till 1962, medan skåpversionen försvann först 1968.
Tillverkningen av alla A35-varianter uppgick till 353 849 exemplar.

## Motor
Austin A30 var den första modell som försågs med BMC:s A-motor. Motorn vidareutvecklades under åren, men kom att tillverkas i nästan femtio år och försvann först när Hundkojan till slut lades ned år 2000.
| Modell | Motor              | Cylindervolym | Effekt | Bränslesystem   |
| ------ | ------------------ | ------------- | ------ | --------------- |
| A30    | 4-cyl radmotor ohv | 803 cm³       | 28 hk  | Enkel förgasare |
| A35    | 4-cyl radmotor ohv | 948 cm³       | 34 hk  | Enkel förgasare |